# 1950년 영국 총선
1950년 영국 총선은 1948년 선거법 개정으로 복수투표제가 도입되고 선거구 개혁이 이뤄진 뒤 영국에서 치러진 총선으로, 83.9%의 투표율을 보이며 노동당이 재집권에 성공하였다.

## 선거 결과
정당별 의석수
| 정당       | 의석수 |
| ---------- | ------ |
| 노동당     | 315    |
| 보수당     | 282    |
| 자유국민당 | 16     |
| 자유당     | 9      |
| 국민당     | 2      |
| 무소속     | 1      |
| 합계       | 625    |

정당 득표율 
| 정당              | 득표수     | 득표율 |
| ----------------- | ---------- | ------ |
| 노동당            | 13,266,176 | 46.1%  |
| 보수당            | 11,507,061 | 40%    |
| 자유당            | 2,621,487  | 9.1%   |
| 자유국민당        | 985,343    | 3.4%   |
| 공산당            | 91,765     | 0.3%   |
| 국민당            | 65,211     | 0.2%   |
| 아이리쉬 노동당   | 52,715     | 0.2%   |
| 신페인            | 23,362     | 0.1%   |
| 웨일스당          | 17,580     | 0.1%   |
| 스코틀랜드 국민당 | 9,708      | 0.03%  |
| 독립노동당        | 4,112      | 0.01%  |